# Tome Serafimovski
Tome Serafimovski (Zubovce, 14 de julho de 1935 — Escópia 3 de março de 2016) foi um escultor e autor macedónio, de mais de quinhentas esculturas de materiais duráveis, como madeira, bronze e mármore e cem miniaturas, bem como monumentos notáveis como os quarenta ímpares em todo o país e em todo o mundo. Ele foi um membro da Academia de Ciências e Artes da Macedónia (MASA) desde 1988. Durante seu meio um longo século de carreira, ocupou diversas exposições individuais na Macedónia e no exterior, e ganhou uma série de prêmios e elogios.